# Theodor Muther
Theodor Albert Anton Muther (* 15. August 1826 in Rottenbach; † 26. November 1878 in Jena) war ein deutscher Rechtswissenschaftler und Historiker.

## Leben
Theodor war Sohn des Pfarrers in Rottenbach und später in Fechenheim Georg Friedrich Anton Muther (1798–1865) und dessen Frau Christine Luise Alexandra Antoinette Schmidt. Er hatte seine Bildungsgrundlagen an den Gymnasien in Coburg und Schleusingen erworben. 1847 bezog er die Universität Jena, um die Rechtswissenschaften zu studieren. Er wurde hier Mitglied der Burschenschaft Teutonia. Später wechselte er an die Universität Erlangen, wo er ebenfalls Mitglied der dortigen Burschenschaft wurde und am 5. November 1851 zum Doktor der Rechte promovierte. Anschließend bestand er sein juristisches Staatsexamen in Coburg, wo er 1852 eine Gerichtsadvokatenstelle erhielt. Noch im selben Jahr zog es ihn zu den Vorlesungen von Friedrich Ludwig Keller an die Universität Berlin. In Berlin kam er im Haus von Friedrich Julius Stahl unter, mit dessen Frau Julie Kindler (1810–1872) er verwandt war.
Ostern 1853 habilitierte er sich an der Universität Halle-Wittenberg als Privatdozent für römisches Recht und Zivilprozessrecht. Im Herbst 1856 erhielt er eine außerordentliche Professur an der Universität Königsberg und im Herbst 1859 eine ordentliche Professur für römisches Recht. An der Albertina geriet er mit Bernhard Windscheid in Konflikt. So nahm er im Herbst 1863 einen Ruf als Professor für römisches Recht und Zivilprozessrecht an der Universität Rostock wahr und wurde hier im Sommersemester 1872 Rektor der Alma Mater. Im Herbst 1872 folgte er einem Ruf als Professor für römisches Recht an die Universität Jena. Hier wurde er am 1. Oktober 1872 Oberappellationsrat und beteiligte sich im Wintersemester 1877 als Rektor der Salana auch an deren organisatorischen Aufgaben. Muther verstarb an einem Lungenödem.
Muther verfasste zahlreiche Artikel in der Allgemeinen Deutschen Biographie, vielfache Rezensionen im Literarischen Centralblatt und in der Jenaer Literaturzeitung. Gemeinsam mit Ernst Immanuel Bekker gab er das Jahrbuch des gemeinen deutschen Rechts (Leipzig 1857–1862, 6 Bde.) heraus. 1877 wurde er Mitglied des Vereins für Thüringische Geschichte und Altertumskunde. Viele seiner Arbeiten beschäftigten sich mit der deutschen Hochschulrechtsgeschichte. Dabei scheint er eine besondere Vorliebe für die Zeitperiode um die Reformationszeit entwickelt zu haben.
Muther war zwei Mal verheiratet. Seine erste Ehe schloss er 1864 mit Marie Mumm von Schwarzenstein (* 1835 in Frankfurt/Main; † 1865 in Rostock). Seine zweite Ehe schloss er 1868 mit Emma Kraiss (* 1843 in Coburg; † 1931). Sein einziger Sohn Albert Muther (1865–1873), starb vor dem Vater.

## Werke (Auswahl)
- Die Ersitzung der Servituten. Erlangen 1852 (books.google.de)
- De origine processus provocatorii ex lege diffamari quem vocant Commentatio. Erlangen 1853 (books.google.de)
- Sequestration und Arrest im römischen Recht. Leipzig 1856 (books.google.de)
- Zur Lehre von der römischen Actio, dem heutigen Klagerecht, der Litiscontestation und der Singularsucession in Obligationen. Eine Kritik des Windscheid'schen Buches" Die Actio des Römischen Civilrechts. Erlangen 1857 (books.google.de)
- Der Reformationsjurist D. Hieronymus Schürpf. Erlangen 1858 (books.google.de)
- Statuta facultatis jureconsultorum Vitebergensium A. MDVIII Composita. 1859 (books.google.de)
- Die Gewissensvertretung im gemeinen deutschen Recht, mit Berücksichtigung von Partikulargesetzgebungen, besonders der Sächsischen  und  Preussischen. Erlangen 1860 (books.google.de)
- Doctor Johann Apell. Ein Beitrag zur Geschichte der deutschen Jurisprudenz im sechszehnten Jahrhundert. Königsberg 1861 (books.google.de)
- Aus dem Universitäts- und Gelehrtenleben im Zeitalter der Reformation. Vorträge. Erlangen 1866 (books.google.de)
- Die Wittenberger Universitaets- und Facultaets-Statuten vom Jahre MDVIII. Halle,  1867 (books.google.de)
- Philippi Melanthonis de legibus oratio. Ed. II. Weimar 1869 (books.google.de)
- Römisches und kanonisches Recht im deutschen Mittelalter, während des 14. und zu Anfang des 15. Jahrhunderts. Rostock 1871 (books.google.de)
- Zur Geschichte des römisch-kanonischen Prozesses in Deutschland. Rostock 1872 (books.google.de)
- Die Reform des juristischen Unterrichtes. Eine akademische Antrittsvorlesung. Weimar 1873 (books.google.de)
- Johannes Urbach processus judicii qui Panormitani Ordo Judiciarius a multis dicitur. Halle (Saale) 1873 (books.google.de)
- Zur Geschichte der Rechtswissenschaft und der Universitäten in Deutschland. Jena 1876

### Aufsätze
- Die Diffamationsklage. In: Jahrbuch des gemeinen deutschen Rechts. Band 2. 1858. S. 53–196.
- Zur Revision der Geschichte und einzelner Lehren des römischen wie heutigen Prozesses. In: Kritische Vierteljahrsschrift für Gesetzgebung und Rechtswissenschaft. Band 9. 1866. S. 161–190, 329–370
- Ursprung und Entwickelung des gemeinen deutschen Civilprozesses. In: Johann Karl Glaser: Jahrbücher für Staats- und Gesellschaftswissenschaften. Band 9. S. 234 ff.
- Geschichte der Gerichtsverfassung in Deutschland. In: Johann Karl Glaser: Jahrbücher für Staats- und Gesellschaftswissenschaften. Band 9. S. 447 ff.
- Von der Actenversendung. In: Johann Karl Glaser: Jahrbücher für Staats- und Gesellschaftswissenschaften. Band 12. S. 256 ff.
- Begriff und allgemeine Grundlagen des Civilprozessrechtes. In: Johann Karl Glaser: Jahrbücher für Staats- und Gesellschaftswissenschaften. Band 12. S. 387 ff.
- Die Reform der deutschen Universitäten. (Briefe über das Buch: Von deutschen Hochschulen. 1869) In: Johann Karl Glaser: Jahrbücher für Staats- und Gesellschaftswissenschaften. Band 11 und 12;
- Die Juristen der Universität Erfurt im 14. und 15. Jahrhundert. In: Zeitschrift für Rechtsgeschichte. Böhlau, Weimar 1870, Band 9, S. 50 (books.google.de)
- Drei Urkunden zur Reformationsgeschichte. In: Christian Friedrich Jllgen: Zeitschrift für die historische Theologie. Friedrich Andreas Perthes, Gotha 1860, S. 452 (books.google.de)